# Blaesoxipha californiana
Blaesoxipha californiana är en tvåvingeart som beskrevs av Guilherme A.M.Lopes 1988. Blaesoxipha californiana ingår i släktet Blaesoxipha och familjen köttflugor. Inga underarter finns listade i Catalogue of Life.